# Nicola Gordon Bowe
Nicola Elizabeth Gordon Bowe (* 4. Juli 1948 in Stafford; † 4. Januar 2018 in Dublin) war eine irisch-britische Kunsthistorikerin, Hochschullehrerin und Autorin. Sie war eine führende Autorität auf dem Gebiet der Arts-and-Crafts-Bewegung in Irland, insbesondere bei der Wiederbelebung der Glasmalerei als Kunstform. Sie war bekannt für ihre umfangreichen Forschungen und Veröffentlichungen über die Glasmalereikünstler Harry Clarke und Wilhelmina Geddes. Bowe war Associate Fellow an Faculty of Visual Culture am National College of Art and Design in Dublin und Gastprofessorin am School of Art and Design Research Institute der University of Ulster.

## Leben
Bowe wurde als Tochter des Londoner Stadtrats Richard Gordon und der Schuldirektorin Elizabeth Smedley geboren und wuchs in St Albans, Hertfordshire, auf. Sie besuchte die St Albans High School for Girls und machte ihr Abitur an einer englischen Schule in Rom. Inspiriert durch ihre irischen Wurzeln väterlicherseits in Clonmel, beschloss sie, in Irland zu studieren. Sie studierte Französisch und Italienisch am Trinity College Dublin und erwarb BA, MA und PhD in Kunstgeschichte.
Während ihrer mehr als 30-jährigen Karriere war Bowe Dozentin für Designgeschichte an der Faculty of the School Visual Culture des National College of Art and Design in Dublin. Sie war Mitbegründerin des Masterstudiengangs für Designgeschichte und angewandte Kunst und Gastprofessorin am School of Art and Design Research Institute der University of Ulster. Sie hatte Forschungsstipendien an der University of Wales, der National Gallery of Art in Washington, D.C., der Huntington Library in Kalifornien und der Guild of St George in England. Außerdem war sie Irlands Vertreterin in einer internationalen UNESCO-Studiengruppe für Jugendstilarchitektur. Bowe wurde 2001 zum Honorary Fellow der British Society of Master Glass Painters ernannt und war viele Jahre lang Mitglied des Redaktionsbeirats von The Journal of Stained Glass, das auch einen Nachruf auf sie veröffentlichte.
Bowe schrieb und hielt zahlreiche Vorträge über die Arts-and-Crafts-Bewegung des frühen 20. Jahrhunderts, das Celtic Revival und das Wiederaufleben der Glasmalerei als Kunstform. Sie leistete Beiträge zu einer Vielzahl von Publikationen und Sammelbänden.
Der Glasmaler Harry Clarke aus dem frühen 20. Jahrhundert, dessen Werke Bowe in verschiedenen irischen Landkirchen wiederentdeckte, war Gegenstand von Bowes Doktorarbeit im Jahr 1982. Ihr erstes Buch über Clarke wurde 1983 veröffentlicht. Ihre Untersuchung von Clarkes Leben und Werk war der Beginn einer langen Karriere umfassender Forschungen über die Arts-and-Crafts-Bewegung in Irland. Bowes einflussreiches Buch über Leben und Werk von Harry Clarke, das 1989 bei Irish Academic Press erschien, „begründete den Ruf dieses außergewöhnlichen irischen Künstlers des frühen 20. Jahrhunderts neu.“ Bowes Buch über Geddes stand 2016 auf der Shortlist für das Buch des Jahres bei den Apollo Awards.
Bowe widmete sich auch der Erforschung des Lebens und der Kunst von Wilhelmina Geddes, einer nach ihrem Tod in Vergessenheit geratenen, in Ulster geborenen Glasmalerin. Zu ihren Lebzeiten wurde Geddes’ Werk von Kunsthistorikern gelobt, doch konnte sie nie einen breiten Erfolg erzielen. Ihr Gesamtwerk als Glasmalerin war mit etwas mehr als 30 Aufträgen gering. Heute wird ihr Werk als ebenso wichtig angesehen wie das der führenden Glasmaler ihrer Zeit. „Indem sie sich auf Geddes’ Leben und Werk konzentriert, leistet Bowe einen bedeutenden Beitrag zu unserem Verständnis dieses goldenen Zeitalters der britischen Glasmalerei“.
Nicola Gordon heiratete 1974 den Architekten und Gartenhistoriker Patrick Bowe in Leixlip Castle. Sie lebten auf dem Land zwischen Ranelagh im Süden von Dublin und Glenmalure im County Wicklow. Ihre Tochter Venetia (* 1991) ist Schauspielerin. Bowe starb unerwartet am 4. Januar 2018 nach kurzer Krankheit in Dublin.

## Publikationen (Auswahl)
- Wilhelmina Geddes: Life and Work. Four Courts Press, Dublin 2015, ISBN 978-1-84682-532-3.
- Harry Clarke: The Life & Work. The History Press, Cheltenham 2014, ISBN 978-1-84588-742-1.
- The Arts and Crafts Movements in Dublin and Edinburgh. Irish Academic Press, Newbridge 1997, ISBN 978-0-7165-2579-0.
- Gazetteer of Irish Stained Glass : The Works of Harry Clarke and the Artists of An Tur Gloine, (The Tower of Glass) 1903-1963. Irish Academic Press, Newbridge 1988, ISBN 978-0-7165-2413-7 (archive.org).
- Harry Clarke: His Graphic Art. H. Keith Burns Publishers, 1983, ISBN 978-0-943842-01-1.